# RPG-29
RPG-29「吸血鬼」（俄語：〔〕；GRAU代號：〔〕）是一款由苏联武器製造商玄武岩設計局於1980年代研製及生產的便攜式反坦克火箭推進榴彈發射器，它在1989年通過測試並被蘇軍採用，是俄罗斯軍隊在1991年苏联解体以前裝備的RPG系列最新型號。目前RPG-29正和其他後續研發的火箭推進榴彈發射器一起使用（例如RPG-30“鉤子”和RPG-32“巴卡斯”）。除装备俄国以外，亦出口至多個國家。可發射反裝甲用途的PG-29V串聯式高爆反戰車火箭彈和反人員用途的TBG-29V溫壓火箭彈，前者除了足以擊毀各種現代主戰坦克，還在實戰中證實是為數不多能夠正面貫穿西方主戰坦克的複合裝甲的單兵反戰車武器。

## 歷史
RPG-29於1980年代後期，繼RPG-26以後開發，並於1989年進入蘇軍服役。近年來，不時發現它在中東地區被多支正規軍與非正規武裝組織所使用，用以對抗2003年伊拉克戰爭中的美英聯軍與2006年以黎衝突中的以色列國防軍。還被敘利亞內戰與2014年加沙戰爭中的多個參戰方所使用。

### 伊拉克戰爭
目前有可信證據表明，RPG-29於2003年伊拉克戰爭的初期便在對抗美國和英國的多個小規模衝突中被使用。
2007年，英国國防部高官證實，一輛在伊拉克阿馬拉作戰的挑战者2主戰坦克被一枚由RPG-29所發射的PG-29V火箭彈命中並貫穿車身正面下部的弱點部份（但額外安裝有爆炸反應裝甲），並且炸傷乘員，此案例更被製造商玄武岩設計局與使用國作為西方坦克的防護不堪一擊，和RPG-29足以威脅西方坦克的宣傳範例。其中駕駛員傷勢最為嚴重，三隻腳趾須截肢，其他乘員則有不等的瘀青。儘管該輛戰車本身只有輕微受損，且成功依靠自身動力返回基地，車長家屬仍然痛斥英國軍方誤導軍人相信他們所操作的戰車具有無敵防護是天大的謊言。另外，由維基解密提供的任務後評估（英語：After Action Review，簡稱：AAR）中可以得知，同年的8月25日與9月5日各有1輛M1A1「艾布蘭」遭到一枚PG-29V擊中，其中一輛車身後部被命中造成三人受傷，另一輛更是因砲塔側面被命中而重創，甚至導致車組乘員一死兩傷。
2008年5月，據《纽约时报》（英語：The New York Times）報導，一輛在伊拉克的M1「艾布蘭」被一枚RPG-29的火箭彈命中導致重創。美軍隨即將RPG-29列為對美國裝甲部隊的高威脅武器，並且以擔憂落入敵對武裝手中為由，拒絕讓新成立的伊拉克軍隊購買該武器。

### 2006年以黎衝突
據以色列日報《国土报》指出，來自RPG-29的攻擊是2006年以黎衝突之中以色列國防軍最主要的傷亡原因。例如黎巴嫩真主黨使用RPG-29摧毀了以色列陸軍的梅卡瓦主战坦克（當中大部份是早期的梅卡瓦MK I），只有防護能力較好的梅卡瓦MK IV裝上了對高爆反坦克彈的強化措施，因此沒有輕易地被RPG-29摧毀。雖然俄羅斯外交部的發言人否認俄羅斯曾直接向真主党提供武器。後來，《生意人報》（俄語：Коммерса́нтъ）雜誌披露RPG-29的來源可能是在敘利亞從黎巴嫩撤軍期間，黎巴嫩真主黨經匿名的地下軍火交易獲得。

### 敘利亞內戰
2013年1月25日，據稱敘利亞叛軍自由叙利亚军(FSA)在叙利亚德拉雅的衝突期間使用RPG-29成功摧毀一輛敘利亞政府軍 (SAF)的T-72主戰坦克。上傳到互聯網的視頻顯示一枚火箭彈擊中了該坦克的後部，直接貫穿裝甲並引爆其彈藥。其後在同年3月上旬，叛军反坦克小隊在德拉雅成功地摧毀另一輛政府軍T-72AV。阿布哈茲通讯社Newsanna在另一輛T-72上安裝的一台攝影機記錄下該爆炸。

### 2014年加沙戰爭
在2014年加沙戰爭期間，哈馬斯使用RPG-29攻擊以色列陸軍的梅卡瓦主力戰車。但此次戰爭中大量以軍戰車安裝了新近開發的戰利品主動防禦系統，故和2006年的突出表現不同，此次戰爭中RPG-29攻擊效果欠佳，戰果無幾。

### 墨西哥毒品戰爭
墨西哥軍隊從贩毒集团的走私貨物中查獲了一批RPG-29，作為對抗墨西哥政府的裝甲車手段而由販毒集團購買。

## 設計細節

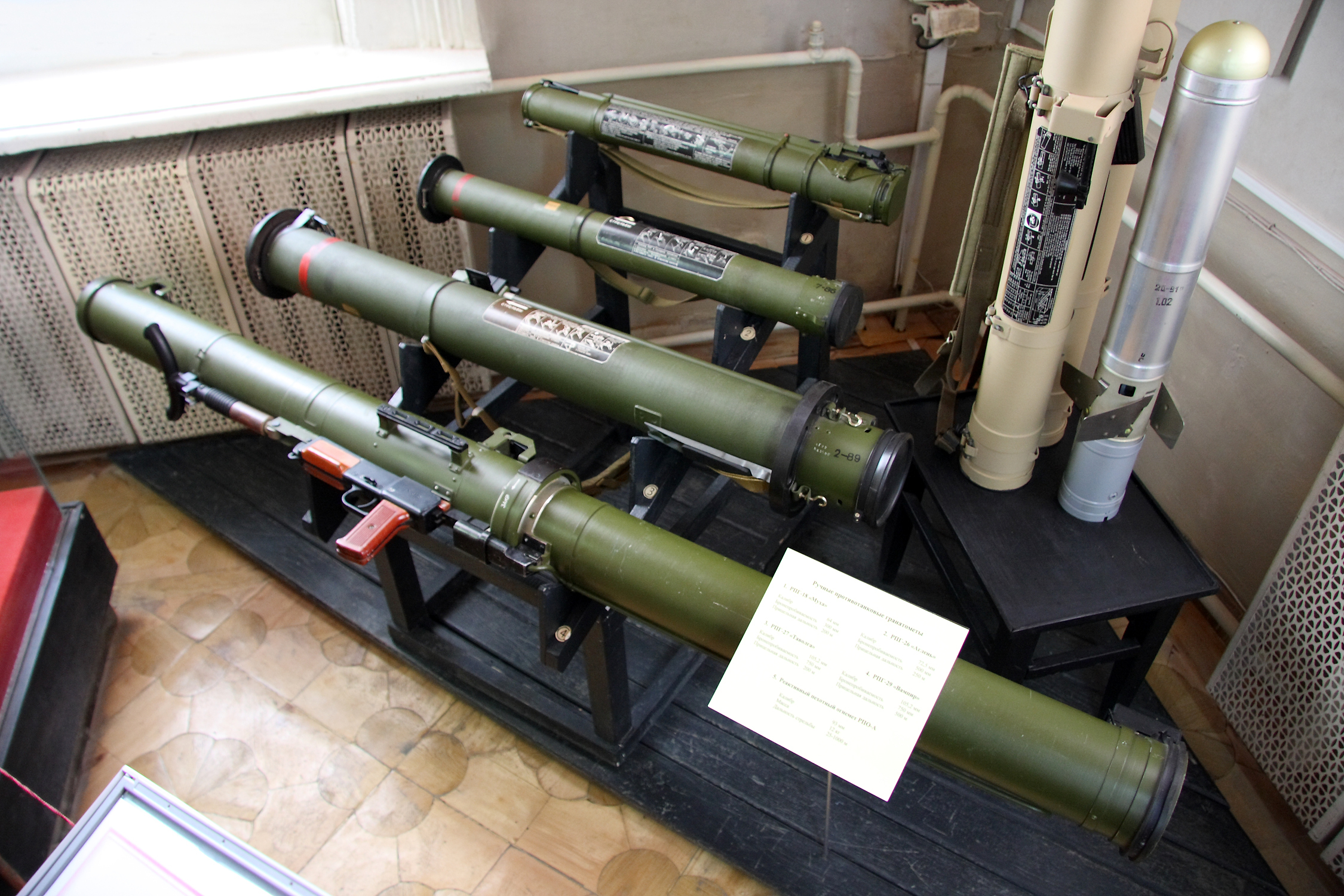
在圖拉國家武器博物館展出的RPG-18、RPG-26、RPG-27、RPG-29和RPO-A大黃蜂火箭筒。

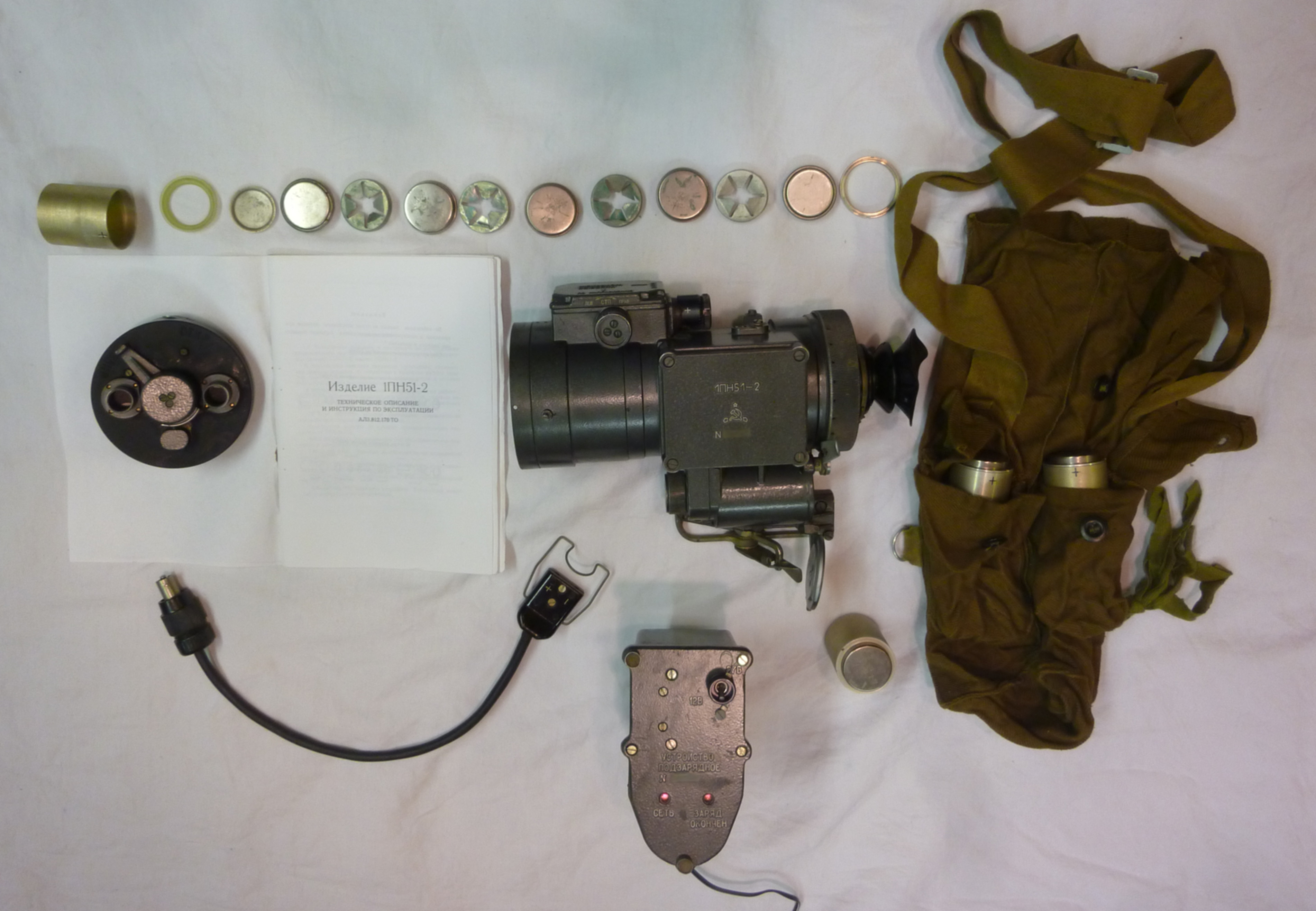
NSPU-4（НСПУ-4）夜視瞄準鏡與說明書

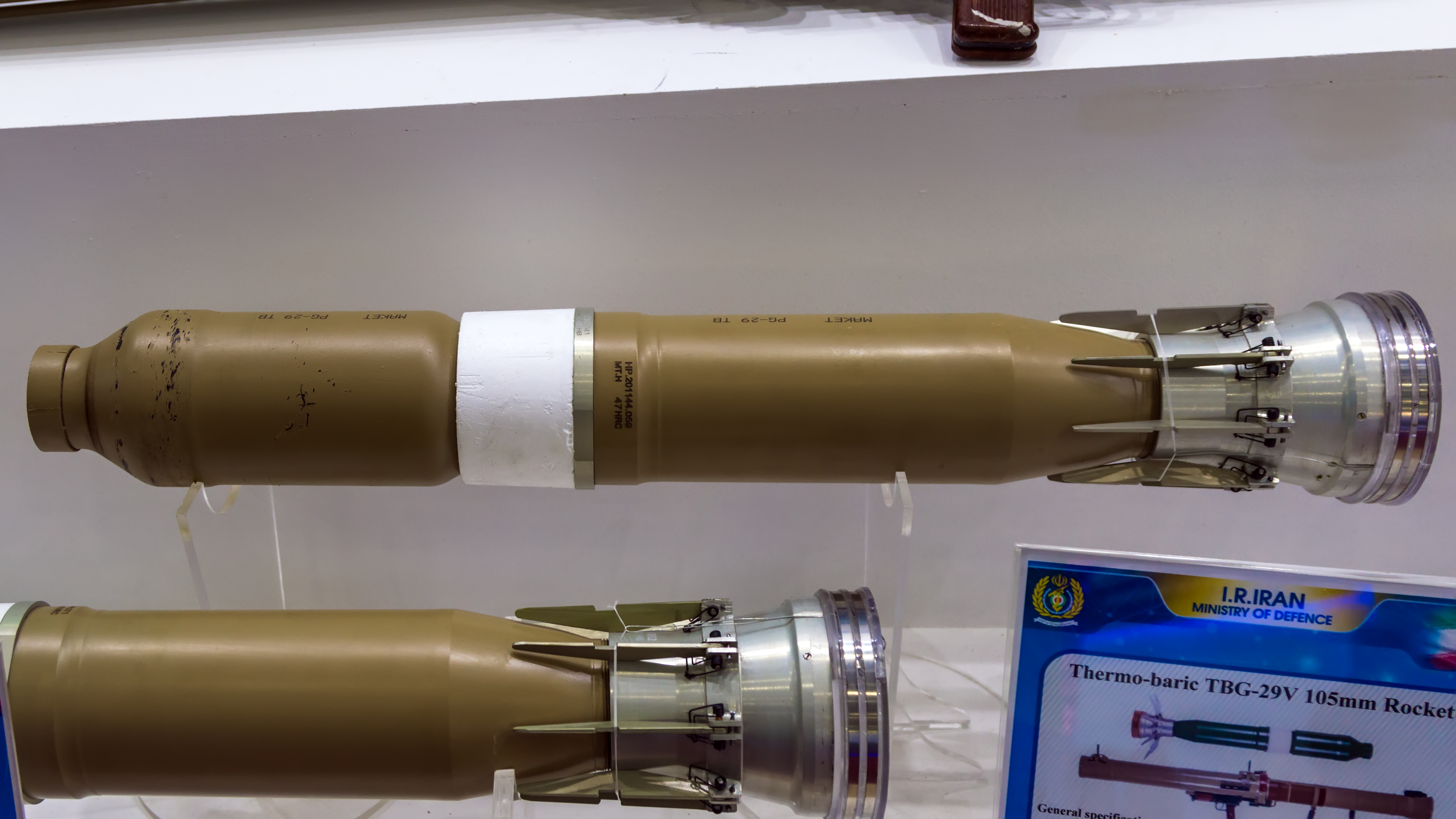
TBG-29V溫壓彈，此款火箭筒可發射特種彈藥

RPG-29是一具能夠由單兵攜帶並且使用的肩上發射、管射、後裝式設計的火箭推進榴彈發射器。另外，RPG-29在發射狀態的全長為1,850毫米（6英尺1英寸），是目前各型號火箭推進榴彈發射器之中最長的。因此設計上與RPG-7D和RPG-16一樣，由兩段構成發射管可以快速組裝和分解。發射管可承受300次發射。發射器後部有一具兩腳架，中部有肩托架、手槍握把和扳機機構，這種設計與RPG-16很相似。而在左側的瞄準鏡座可裝PGO-29（俄語：ПГО-29）光學瞄準鏡，亦可應光線較差的情況改為裝NSPU-4夜視瞄準鏡。
RPG-29是俄製反坦克火箭推進榴彈之中較不尋常的型號。它並沒有採取如RPG-7的傳統火箭推進榴彈的發射方法，即，先和无后座力炮一樣用發射藥將火箭彈推出發射管外，同射手之間有一定安全距離後再啟動火箭發動機。它亦非用火箭完成將火箭彈推出發射管的初始部分。事實上，RPG-29的火箭彈沒有設置維持飛行用的火箭，只要扣動扳機，唯一的火箭發動機就會立即啟動且在離開發射管之前就耗盡燃料，令火箭彈達到最高速度。由於火箭彈在離開發射管後會跟隨彈道軌跡而向下掉落，RPG-29也可以說是一門滑膛无后座力炮。
RPG-29可以發射兩種火箭彈：PG-29V反坦克／碉堡火箭彈和TBG-29V反人員溫壓火箭彈。PG-29V火箭彈採用了串聯式高爆反戰車彈頭（英語：High Explosive Anti-Tank，簡稱：HEAT）的設計，可以將主戰坦克本身的裝甲連同爆炸反應裝甲（英語：Explosive Reactive Armour，簡稱：ERA）或是坦克的履帶側裙一併貫穿。尾部裝有八片尾翼，在火箭彈完全離開發射管後展開，穩定火箭彈的飛行。PG-29V火箭彈為一前一後兩個彈頭組成的串聯構造，前部的小型彈頭能夠破壞柵欄式、板式間隙裝甲，或者提前誘爆爆炸反應裝甲，或在沒有前述裝甲的情況下直接攻擊主裝甲。而緊隨前部彈頭之後，一個更大的二級高爆反戰車彈頭會在前部彈頭爆炸之後引爆，以金屬射流貫穿裝甲從而擊毀坦克。
RPG-29的貫穿力非常強大，PG-29V在有效射程內可以貫穿750毫米軋壓均質裝甲（英語：Rolled Homogeneous Armour，簡稱：RHA），或1,500毫米钢筋混凝土，或2,000磚墙，或3,700毫米土木防禦工事。其卓越的威力引起了西方國家的注意。1999年10月20日，在俄羅斯TsNIIO 643a試驗場，包括RPG-29在內的多種反戰車武器對T-80U和T-90這兩型主戰坦克進行了實彈測試。儘管坦克本身具有複合裝甲構成的主裝甲，有些測試項目中裝有爆炸反應裝甲，它仍然成功從正面貫穿了兩型坦克，車身上部和砲塔正中心均有貫穿。對T-90裸車和裝掛了爆炸反應裝甲的T-90而言，各發射5發RPG-29總共3發擊穿，合計擊穿率30％；而5發RPG-29對T-80U裸車全部擊穿，5發RPG-29對裝掛了爆炸反應裝甲的T-80U有3發擊穿，亦具有60％的擊穿率。

## 使用國

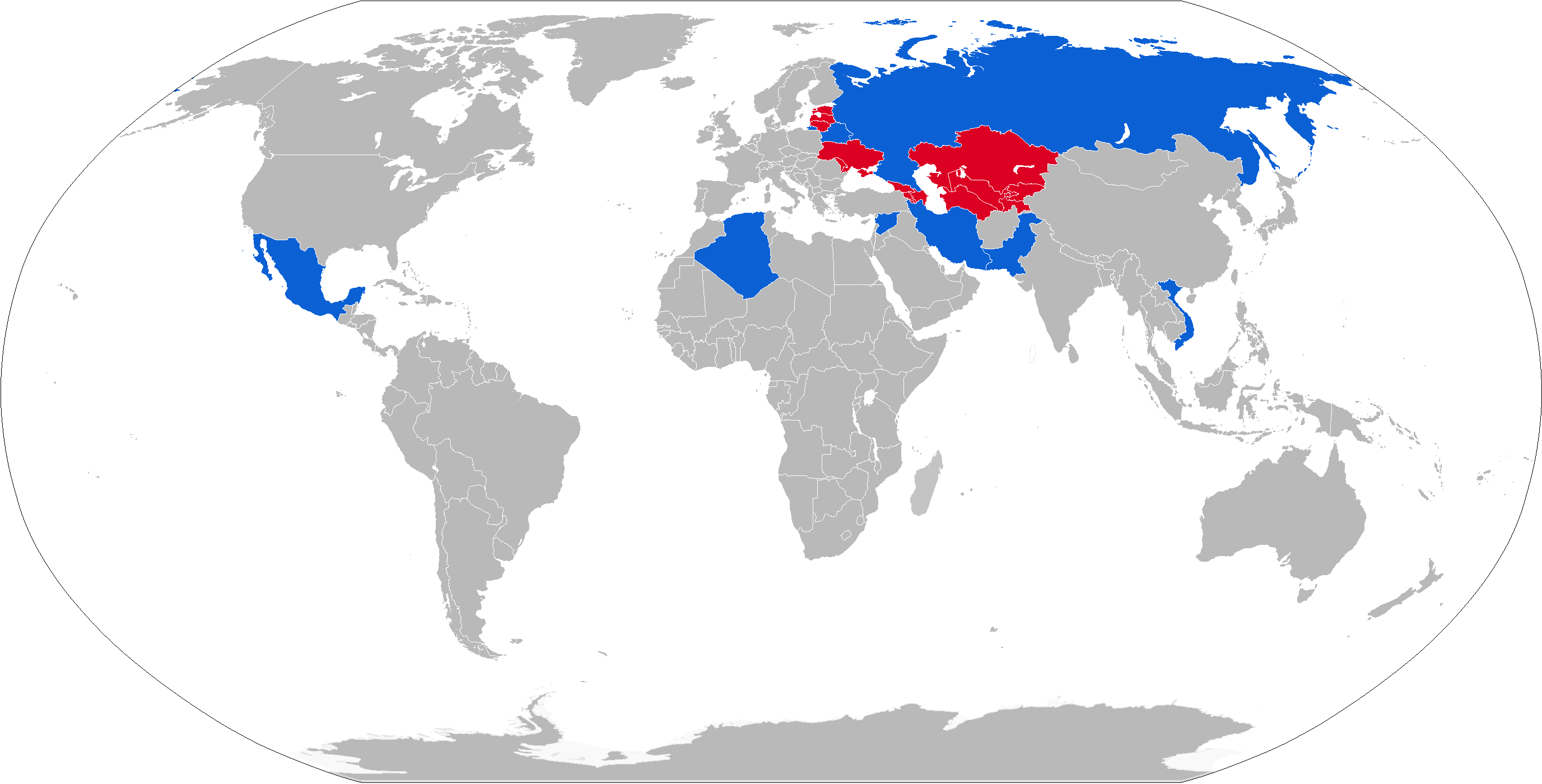
藍色為RPG-29的使用國，而紅色則是前使用國。

### 使用國
- 阿尔及利亚
- 白俄羅斯
- 哥伦比亚[24]
- 伊朗 —自行生產版稱為"Ghadir"[25]
- [26]
- 墨西哥
- 巴基斯坦
- 秘魯
- 俄羅斯
- 叙利亚[27]
- 乌克兰
- 越南 —自行生產版稱為"SCT-29"[28]

### 非國家團體
- 哈馬斯[19]
- 真主党：被發現在2006年以黎衝突之中使用。[29]
- 伊拉克武裝分子（英语：Iraqi insurgency (2003–2011)）
- 伊斯蘭國伊斯蘭国[30]
- 自由叙利亚军

### 前使用國
- 亞美尼亞
- 爱沙尼亚
- 拉脫維亞
- 立陶宛
- 摩尔多瓦
- 苏联

## 資料來源
1. ↑   (PDF).   [2022-05-03]. （原始内容 (PDF)存档于2021-10-24）.
2. 1 2  . Moscow: Association "Defense Enterprises Assistance League". 2010: 444–447. ISBN 978-5-904540-04-3.
3. 1 2  .   [2022-05-03]. （原始内容存档于2021-04-22）.
4. ↑  РПГ，全寫：俄文：Ручной противотанковый гранатомёт，意為：反坦克榴彈發射器
5. ↑  .   [2012-01-29]. （原始内容存档于2010-09-15）.
6. ↑  Litovkin, Viktor. "RPG-29 To Blame In Lebanon." Spacewar. United Press International, 11 Aug 2006. Web. 22 Aug 2011. <http://www.spacewar.com/reports/RPG_29_To_Blame_In_Lebanon_999.html （页面存档备份，存于）>.
7. ↑  .   [2011-09-22]. （原始内容存档于2011-10-26）.
8. 1 2  Michael R. Gordon. . The New York Times. 2008-05-21  [2010-07-16]. （原始内容存档于2013-11-14）.
9. ↑  Sean Rayment. . Sunday Telegraph. May 12, 2007  [May 23, 2019]. （原始内容存档于April 18, 2008）.
10. ↑  https://www.wikileaks.org/irq/report/2007/08/IRQ20070825n8995.html （页面存档备份，存于）
11. ↑  https://www.wikileaks.org/irq/report/2007/09/IRQ20070905n9348.html （页面存档备份，存于）
12. ↑  Craig S. Smith. . New York Times. 2005-08-28  [2012-01-30]. （原始内容存档于2012-11-10）.
13. ↑  "Hezbollah anti-tank fire causing most IDF casualties in Lebanon" （页面存档备份，存于）, Haaretz, 6 August 2006
14. ↑  "Russia denies sending anti-tank weapons to Hizbollah - ministry" （页面存档备份，存于）,RIA Novosti, 10 August 2006.
15. ↑  "Russian Minister says Russia, Israel have settled differences over Hezbollah arms" （页面存档备份，存于）, International Herald Tribune, 20 October 2006.
16. ↑  Unknown. . You Tube. 2013-01-25  [2013-04-20]. （原始内容存档于2019-02-17）.
17. ↑  .   [2013-04-20]. （原始内容存档于2019-02-17）.
18. ↑  .   [2013-04-20]. （原始内容存档于2013-03-15）.
19. 1 2  . 2014-09-29  [2022-05-03]. （原始内容存档于2022-03-03）.
20. ↑  .   [2022-05-03]. （原始内容存档于2022-05-03）.
21. ↑  RPG-2／RPG-7／RPG-16為前裝式設計；RPG-18／RPG-22／RPG-26／RPG-27／RPG-28／RPG-30為整個發射器於發射後即可拋棄的一次射擊型；而最新型的RPG-32為類似RPG-29的後裝式設計，不過火箭彈是利用一次性的容器儲存，發射後容器需要拆下拋棄並且裝上新容器
22. ↑  , TRADOC DCSINT Threat Support Directorate, US Army, via Scribd, 2001  [2017-09-10], （原始内容存档于2014-02-01）
23. ↑  . Vasiliy Fofanov's Modern Russian Armour Page.   [2010-07-16]. （原始内容存档于2007-04-04）.
24. ↑  .   [2016-02-22]. （原始内容存档于2016-03-12）.
25. ↑  . مشرق نیوز. 7 January 2012  [2 June 2017]. （原始内容存档于1 May 2017） （波斯语）.
26. ↑  . nknews.org. 12 March 2019  [16 March 2019]. （原始内容存档于15 March 2019）.
27. ↑  .   [2013-07-11]. （原始内容存档于2015-12-27）.
28. ↑  .   [2022-04-18] （越南语）.
29. ↑  .   [2011-06-16]. （原始内容存档于2014-11-13）.
30. ↑  . therightplanet.com.   [2014-11-06]. （原始内容存档于2014-10-27）.
31. ↑  .   [2012-10-27]. （原始内容存档于2015-03-20）.

## 外部連結
- （英文）—Modern Firearms—RPG-29 antitank grenade launcher（页面存档备份，存于）
- （英文）—Weapon.ge—RPG-29
- （英文）—Defense Update—RPG-7/RPG-7V/RPG-7VR—Rocket Propelled Grenade Launcher(Multi Purpose Weapon)
- （英文）—Defense Update—Countering—the RPG Threat—RPG-7 / RPG-7VR / RPG-18 / RPG-26
- （英文）—Military, Security and Civilian Guns and Equipment—RPG-29 Vampir (Vampire)（页面存档备份，存于）
- （简体中文）—新浪网—伊武装分子使用俄制新型火箭筒袭击美军（页面存档备份，存于）
- （简体中文）—新浪网—俄开始生产“吸血鬼”式轻型反坦克火箭筒（页面存档备份，存于）
- （简体中文）—万花镜—挑战者2主战坦克是如何被每发500美元的RPG29干掉的